# Конрад II (Лужица)
Вижте пояснителната страница за други личности с името Конрад II.
Конрад II (на немски: Konrad II, Konrad II von Landsberg, * сл. 13 септември 1159, † 6 май 1210) от род Ветини е от 1190 г. маркграф на Остмарк (marchio Orientalis) / Лужица и господар на Рохлиц. Той наследява след смъртта на по-големия му брат Дитрих през 1207 г. графството Гройч.
Той е третият син на маркграф Дедо III (1142 – 1190) и съпругата му Матилда от Хайнсберг († 1190).
Между 1196 и 1198 г. Конрад участва в кръстоносния поход на император Хайнрих VI в Светите земи, където през март 1198 г. в Акон участва в основаването на Немския орден.

## Фамилия
Конрад се жени през 1180 г. за Елизабет от Полша (* ок. 1152, † 2 април 1209) от род Пясти, дъщеря на полския херцог Миско III и първата му съпруга Елизабет Унгарска, дъщеря на унгарския крал Бела II. Тя е вдовица на херцог Собеслав II от Бохемия († 1180).
Те имат три деца:
- Конрад († пр. 6 май 1210)
- Матилда († 1255), омъжена август 1205 г. за маркграф Албрехт II от Бранденбург († 1220)
- Агнес († 1 януари 1248), омъжена 1211 г. за Хайнрих V пфалцграф при Реин, син на херцог Хайнрих Лъв